# Vacha
Vacha è una città di 4 966 abitanti (31-12-2021) della Turingia, in Germania. Appartiene al circondario della Wartburg.